# Meizu 15
Meizu 15 — лінія Android-смартфонів, розроблених Meizu, що були випущені на 15 річницю компанії. Була представлена 22 квітня 2018 року і складається з базового Meizu 15, покращеного і збільшеного Meizu 15 Plus та спрощеного Meizu 15 Lite (в Китаї відомий як Meizu M15). Лінія Meizu 15 є наступницею лінії Meizu PRO 7.

## Дизайн
Передня панель виконана зі скла. Корпус в основному виконаний з алюмінію, але в Meizu 15 у білому варіанті він виконаний з матеріалу, подібного до кераміки або емалі.
Дизайн смартфонів вийшов нетиповим для 2018 року. Пристрої отримали дисплеї зі співвідношенням сторін 16:9, коли в більшості телефонів почали встановлювати вузькіші дисплеї зі співвідношенням сторін 18:9.
Знизу знаходяться роз'єм USB-C, динамік, мікрофон та 3,5 мм аудіороз'єм, зверху — другий мікрофон, зліва — кнопки регулювання гучності, а справа — кнопка блокування та слот під 2 SIM-картки в Meizu 15 і Meizu 15 Plus та гібридний слот під 2 SIM-картки або 1 SIM-картку пам'яті формату microSD до 512 ГБ в Meizu 15 Lite. На рамці під екраном розміщена кругла сенсорна кнопка «mTouch», в яку вбудований сканер відбитків пальців.
Meizu 15 продавався в чорному, синьому, білому та золотому кольорах, Meizu 15 Plus — чорному, сірому та золотому, а Meizu 15 Lite — чорному, золотому та червоному.

## Технічні характеристики

### Платформа
Meizu 15 отримав процесор Qualcomm Snapdragon 660 з графічним процесором Adreno 512, Meizu 15 Plus — Samsung Exynos 8895 з Mali-G71 MP20, а Meizu 15 Lite — Qualcomm Snapdragon 626 з Adreno 506.

### Батарея
Meizu 15 та Meizu 15 Lite отримали батарею об'ємом 3000 мА·год, а 15 Plus — 3500 мА·год. Також Meizu 15 та Meizu 15 Plus мають підтримку швидкої зарядки mCharge 4 до 24 Вт, а Meizu 15 Lite — швидкої зарядки до 18 Вт.

### Камера
Meizu 15 та Meizu 15 Plus отримали подвійну основну камеру, що складається з головного об'єктиву Sony IMX380 на 12 Мп з діафрагмою f/1.8, фазовим автофокусом dual pixel, лазерним автофокусом і 4-осьовою оптичною стабілізацією зображення та портретного об'єктиву на 20 Мп з автофокусом. Натомість Meizu 15 Lite отримав тільки одну основну камеру Sony IMX362 на 12 Мп з діафрагмою f/1.9 і фазовим автофокусом dual pixel. Всі моделі отримали ширококутну передню камеру на 20 Мп з діафрагмою f/2.0.
Основна камера Meizu 15 та Meizu 15 Plus вміє записувати відео в роздільній здатності 4K@30fps, а основна камера Meizu 15 Lite і фронтальна камера всіх моделей — в 1080p@30fps.

### Екран
Всі моделі отримали дисплеї зі співвідношенням сторін 16:9. В базової та Plus-моделі вони виготовлені по технології Super AMOLED, а в Lite-моделі — по LTPS IPS LCD. Дисплеї Meizu 15 та Meizu 15 Lite мають діагональ 5,46", роздільну здатність Full HD (1920 × 1080) та щільність пікселів 403 ppi, а Meizu 15 Plus — 5,95", QHD (2560 × 1440) та щільністю пікселів 494 ppi відповідно.

### Звук
Meizu 15 та Meizu 15 Plus отримали стереодинаміки, де роль другого динаміка виконує розмовний динамік. Натомість Meizu 15 Lite має тільки один мультимедіний динамік

### Пам'ять
Meizu 15 продавався в конфігураціях 4/64 та 4/128 ГБ, Meizu 15 Plus — 6/64 та 6/128 ГБ, а Meizu 15 Lite — 4/64 ГБ.

### Програмне забезпечення
Смартфони були випущені на FlymeOS 7, що базувалася на Android 7.1.2 Nougat, і були оновлені до Flyme 8